# Castillo de Carra
El Castillo de Carra (en irlandés: Caisleán Carragh; en inglés: Carra Castle) es un castillo en ruinas, al norte de Cushendun, Condado de Antrim, en Irlanda del Norte, Reino Unido. Data de alrededor del siglo XIV.  El castillo se encuentra en un campo cerca de la costa y el puerto de Cushendun, conocido como bahía de Murloch. El sitio una vez fue utilizado durante la época medieval como cementerio para niños.
El castillo fue ocupado una vez por el jefe irlandés Shane O'Neill, y Sorley Boy McDonnell fue detenido como prisionero aquí en 1565.